# Corennys caduca
Corennys caduca là một loài bọ cánh cứng trong họ Cerambycidae.